# Salah Abud Mahmud
Salah Abud Mahoud (arabisch صلاح عبود محمود, DMG Ṣalāḥ ʿAbbūd Maḥmūd; * 1942 in Bagdad, Irak; † 21. Juni 2024 in Amman, Jordanien) war ein General der irakischen Armee, der vor allem für seine Rolle in der Schlacht um Chafdschi und 73 Easting während des zweiten Golfkriegs bekannt war.

## Leben
Am 29. Januar 1991 beteiligte sich Mahmud an der Schlacht um die Kontrolle über die saudi-arabische Stadt Chafdschi gegen die Koalitionsstreitkräfte. Zuvor hatte Mahmud bereits am ersten Golfkrieg von 1980 bis 1988 und an der Panzerschlacht von 73 Easting teilgenommen. Nach dem Ende des Krieges wurde Mahmud zum Kommandeur des Dritten Irakischen Korps ernannt. Diese Ernennung erfolgte im Rahmen des regulären Verfahrens im irakischen Militär, um sicherzustellen, dass ehemalige hochrangige Offiziere keine Bedrohung für die irakische Baath-Regierung darstellten.
Später wurde Mahmud zum Gouverneur der Provinz Dhi Qar ernannt. Diese schiitische Provinz war im Jahr 1991 kurzzeitig von den irakischen Aufständischen eingenommen worden, bevor sie gewaltsam niedergeschlagen wurden. Im Dezember 1994 desertierte Generalmajor Wafiq as-Samarrai nach Jordanien und rief Offiziere dazu auf, sich gegen das Regime von Saddam Hussein zu erheben. Mahmud wurde von as-Samarrai ebenfalls dazu aufgerufen, doch er folgte diesem Aufruf nicht. Obwohl er Verbindungen zu vielen der entlassenen Offiziere hatte, wurde Mahmud nie hingerichtet. Stattdessen wurde er nach und nach aus seinen Regierungsämtern verdrängt.
Im Jahr 1998 teilte Präsident Hussein den Irak in vier Verwaltungsregionen auf. Viele erwarteten, dass Mahmud zum Militär zurückberufen und zum Gouverneur von Zentral-Euphrat ernannt werden würde, da der bisherige Gouverneur Mizban al-Hadi entlassen worden war. Dies geschah jedoch nicht, und Mizban wurde wieder eingesetzt. Nach der Invasion des Irak im März 2003 verschwand Mahmud, sein Tod wurde am 22. Juni 2024 bekannt gegeben.